# Andrzej Smolik
Andrzej Smolik (* 10. února 1970) je polský hudebník, skladatel a producent. V roce 1993 se stal členem skupiny Wilki, v níž hrál na klávesy. Kapelu opustil v roce 1995, ale v letech 2001 až 2014 s ní opět spolupracoval. Právě v roce 1995 byl producentem sólové nahrávky zpěváka této kapely Roberta Gawlińskiho. V roce 2001 začal vydávat sólová alba. V roce 2010 získal ocenění Człowiek ze Złotym Uchem.